# Иванковичи (Киевская область)
Ива́нковичи (укр. Іванковичі) — село, входило в Васильковский район Киевской области Украины. С 17 июля 2020 года в составе Обуховского района.
Население по переписи 2001 года составляло 974 человека. Почтовый индекс — 08632. Телефонный код — 4571.

## История
В 1946 г. указом ПВС УССР село Янковичи переименовано в Иванковичи

## Местный совет
08632, Київська обл., Васильківський р-н, с.Іванковичі, вул. Шевченка,4 (укр.)